# Eix
Eix is een gemeente in het Franse departement Meuse in de regio Grand Est en telt 243 inwoners (2005). De plaats maakt deel uit van het arrondissement Verdun.

## Geschiedenis
De gemeente maakte deel uit van het kanton Étain tot Eix op 22 maart 2015 werd opgenomen in het op die dag gevormde kanton Belleville-sur-Meuse.

## Geografie
De oppervlakte van Eix bedraagt 12,3 km², de bevolkingsdichtheid is 19,8 inwoners per km².
De onderstaande kaart toont de ligging van Eix met de belangrijkste infrastructuur en aangrenzende gemeenten.

## Demografie
Onderstaande figuur toont het verloop van het inwonertal (bron: INSEE-tellingen).